# Telesto (mythologie)
Telesto of Telestho (Grieks: 'succes') is een zoon van Oceanus en Tethys, en dus een van de Oceaniden.